# Paranais simplex
Paranais simplex är en ringmaskart som beskrevs av Hrabe. Paranais simplex ingår i släktet Paranais och familjen glattmaskar. Inga underarter finns listade i Catalogue of Life.